# Gajówka Śmigłówka
Gajówka Śmigłówka – osada leśna w Polsce położona w województwie podkarpackim, w powiecie jarosławskim, w gminie Roźwienica.
W latach 1975–1998 osada administracyjnie należała do województwa przemyskiego.